# Sigurd Pettersen
Sigurd Ørjan Pettersen (* 28. Februar 1980 in Kongsberg) ist ein ehemaliger norwegischer Skispringer.

## Werdegang
Pettersen nahm relativ spät erstmals an einem Weltcup-Skispringen teil. Als 21-Jähriger trat er 2002 in Hakuba an. Er wurde von dem damaligen Cheftrainer der norwegischen Nationalmannschaft Mika Kojonkoski entdeckt. Bereits in seiner zweiten Weltcup-Saison 2002/03 konnte Pettersen zwei Weltcup-Springen gewinnen.

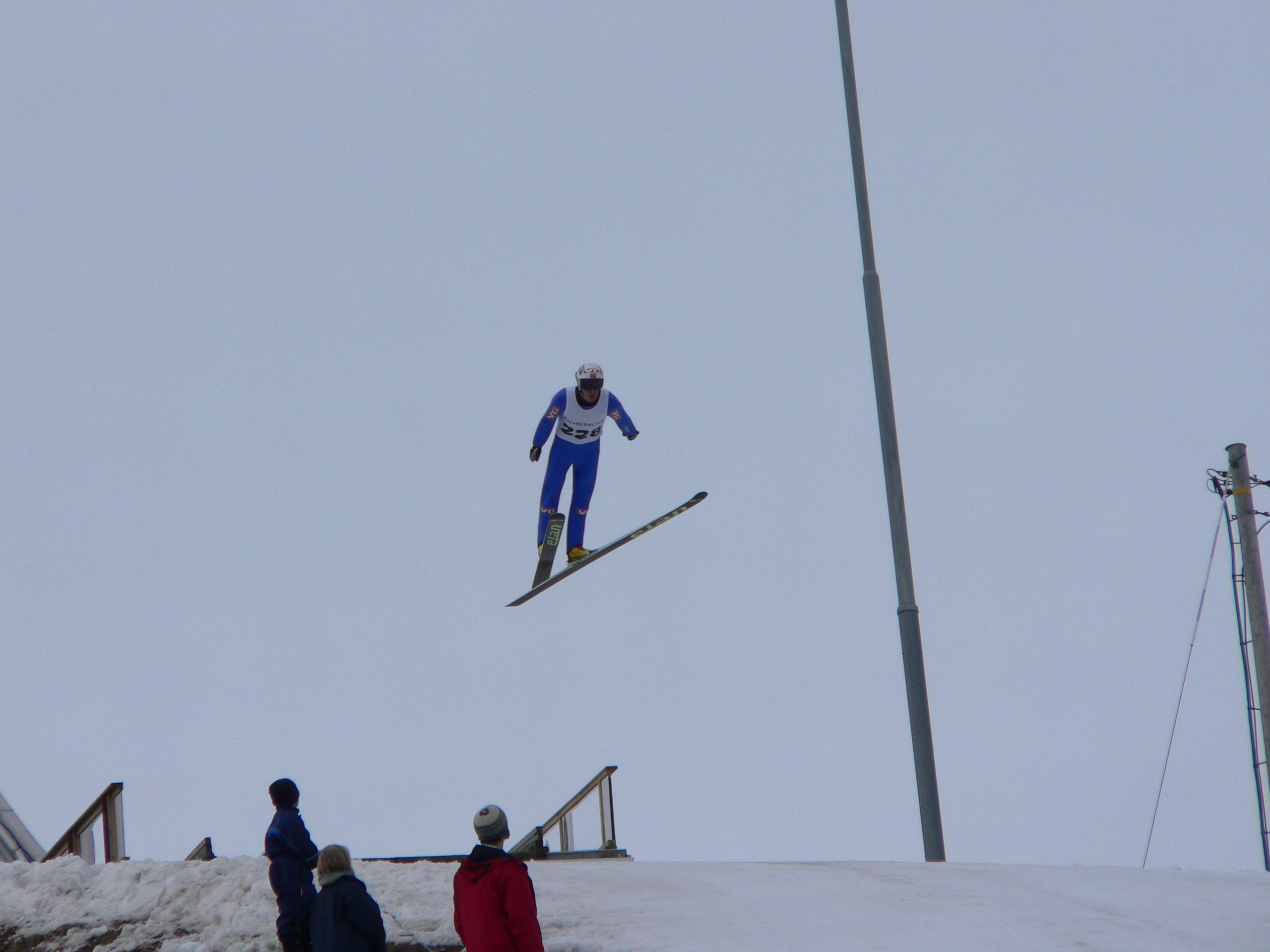
Sigurd Pettersen springt von der Schanze

Sein Sieg bei der Vierschanzentournee 2003/04 war erst der zweite norwegische Erfolg in den letzten 30 Jahren, nachdem die Norweger die Tournee in den 1950er und 1960er Jahren noch dominiert hatten.
Aufgrund einer FIS-Regeländerung im Sommer 2004, den Body-Mass-Index betreffend, musste Pettersen einige Kilogramm zunehmen, um weiterhin seine gewohnte Skilänge nutzen zu können. Mit diesem neuen Körpergefühl springen zu müssen, erwies sich als schwierig. Ein 2. Platz in Lillehammer war sein bestes Resultat in der Saison 2004/05.
Auch der darauffolgende Winter war nicht viel besser. Zwei 5. Plätze, in Harrachov/Tschechien und Willingen (Upland), waren seine besten Einzelergebnisse. Mit dem Team wurde er in Willingen dritter. Bei den Olympischen Spielen in Turin/Pragelato wurde er nur 24. auf der Großschanze, so dass er für den Teamwettkampf, bei dem die Norweger Bronze gewannen, nicht nominiert wurde.
Durch gute Ergebnisse beim Sommer-Grand-Prix 2006, bei dem er in Zakopane und Klingenthal jeweils 13. und in Oberhof 11. wurde, konnte er seine zuletzt abfallenden Leistungen wieder steigern.
Nach einem 15. Platz in Kuusamo zu Beginn der Weltcup-Saison 2006/07 ging es aber wieder bergab, so dass er nach Engelberg eine Weltcup-Pause einlegte und erst in Titisee-Neustadt mit den Plätzen 20 und 13 wieder dabei war. Beste Ergebnisse der Saison waren je ein 4. Platz in Willingen und Planica. Am 13. Januar 2008 konnte Pettersen im Val di Fiemme überraschend mit einem 2. Platz aufs Podium springen. Es war sein bislang letzter Podestplatz im Weltcup. Seit 2008 gehörte Pettersen fest zum norwegischen Kader im Skisprung-Continental-Cup und wurde nur noch unregelmäßig für Weltcup-Springen nominiert. Im Continental Cup konnte Pettersen seit 2008 bereits mehrere Springen gewinnen, darunter in Engelberg und Braunlage.
Seit dem 29. Dezember 2003 hält er mit 143,5 Metern den Schanzenrekord auf der Schattenbergschanze in Oberstdorf.
Nach der Saison 2009/10 beendete er seine Skisprungkarriere.

## Erfolge

### Weltcupsiege im Einzel
| Nr. | Datum             | Ort                    | Typ         |
| --- | ----------------- | ---------------------- | ----------- |
| 1.  | 28. November 2002 | Trondheim              | Großschanze |
| 2.  | 26. Januar 2003   | Sapporo                | Großschanze |
| 3.  | 29. November 2003 | Kuopio                 | Großschanze |
| 4.  | 30. Dezember 2003 | Oberstdorf             | Großschanze |
| 5.  | 1. Januar 2004    | Garmisch-Partenkirchen | Großschanze |
| 6.  | 6. Januar 2004    | Bischofshofen          | Großschanze |

### Weltcupsiege im Team
| Nr. | Datum            | Ort       | Typ         |
| --- | ---------------- | --------- | ----------- |
| 1.  | 15. Februar 2004 | Willingen | Großschanze |
| 2.  | 6. März 2004     | Lahti     | Großschanze |

### Weltcup-Platzierungen
| Saison  | Platz | Punkte |
| ------- | ----- | ------ |
| 2001/02 | 74.   | 006    |
| 2002/03 | 10.   | 747    |
| 2003/04 | 04.   | 787    |
| 2004/05 | 20.   | 314    |
| 2005/06 | 35.   | 118    |
| 2006/07 | 24.   | 210    |
| 2007/08 | 33.   | 128    |
| 2008/09 | 46.   | 042    |

### Grand-Prix-Siege im Einzel
| Nr. | Datum           | Ort        | Typ         |
| --- | --------------- | ---------- | ----------- |
| 1.  | 14. August 2003 | Courchevel | Großschanze |

### Grand-Prix-Platzierungen
| Saison | Platz | Punkte |
| ------ | ----- | ------ |
| 2002   | 33.   | 028    |
| 2003   | 11.   | 104    |
| 2004   | 29.   | 045    |
| 2005   | 37.   | 032    |
| 2006   | 38.   | 064    |
| 2007   | 44.   | 045    |
| 2008   | 50.   | 043    |

### Schanzenrekorde
| Ort         | Land        | Weite               | aufgestellt am    | Rekord bis        |
| ----------- | ----------- | ------------------- | ----------------- | ----------------- |
| Kuusamo     | Finnland    | 146,0 m (HS: 142 m) | 29. November 2002 | 1. Dezember 2007  |
| Engelberg   | Schweiz     | 137,5 m (HS: 137 m) | 20. Dezember 2003 | 18. Dezember 2004 |
| Oberstdorf  | Deutschland | 134,0 m (HS: 137 m) | 28. Dezember 2003 | 29. Dezember 2003 |
| Oberstdorf  | Deutschland | 143,5 m (HS: 137 m) | 29. Dezember 2003 | aktuell           |
| Lillehammer | Norwegen    | 136,5 m (HS: 138 m) | 11. März 2005     | 11. März 2005     |